# Spatula clypeata
Il mestolone o mestolone comune (Spatula clypeata (Linnaeus, 1758)) è un uccello della famiglia degli Anatidi diffuso in Europa e Asia e nella maggior parte del Nordamerica.

## Descrizione
Questa specie è inconfondibile nell'emisfero settentrionale a causa del suo grande becco a forma di spatola. Il maschio nidificante (abito nuziale) ha la testa verde (che in base alla condizione di luce può apparire anche blu, nera e/o violetto in varie tonalità), il petto bianco e il ventre e i fianchi castano-rosicci, gli occhi sono di color giallo. In volo, vengono rese visibili le penne anteriori dell'ala azzurro pallide, separate dallo specchio di color verde da un bordo bianco. Le femmine sono bruno chiare, con il piumaggio molto simile ad una femmina di germano reale, ma il loro becco lungo e largo le identifica facilmente. La parte anteriore dell'ala della femmina è grigia, gli occhi sono di colore marrone, le zampe sono di colore arancione, la taglia è più piccola di quella del maschio. Nel piumaggio non di nidificazione (eclissato), il maschio assomiglia di più alla femmina.

### Dimensioni
Lunghezza: dai 43 ai 50 cm di lunghezza.
Apertura alare: dai 67 agli 82 cm di larghezza.
Peso medio: 560-670 grammi.

## Distribuzione e habitat
È un uccello delle regioni acquatiche aperte, come le praterie allagate o le paludi con un po' di vegetazione emergente. Quest'anatra di superficie è strettamente migratrice e sverna molto più a sud del suo areale di nidificazione. Non è così gregario come altre anatre di superficie al di fuori della stagione della nidificazione e tende a formare solamente piccoli stormi.

## Biologia

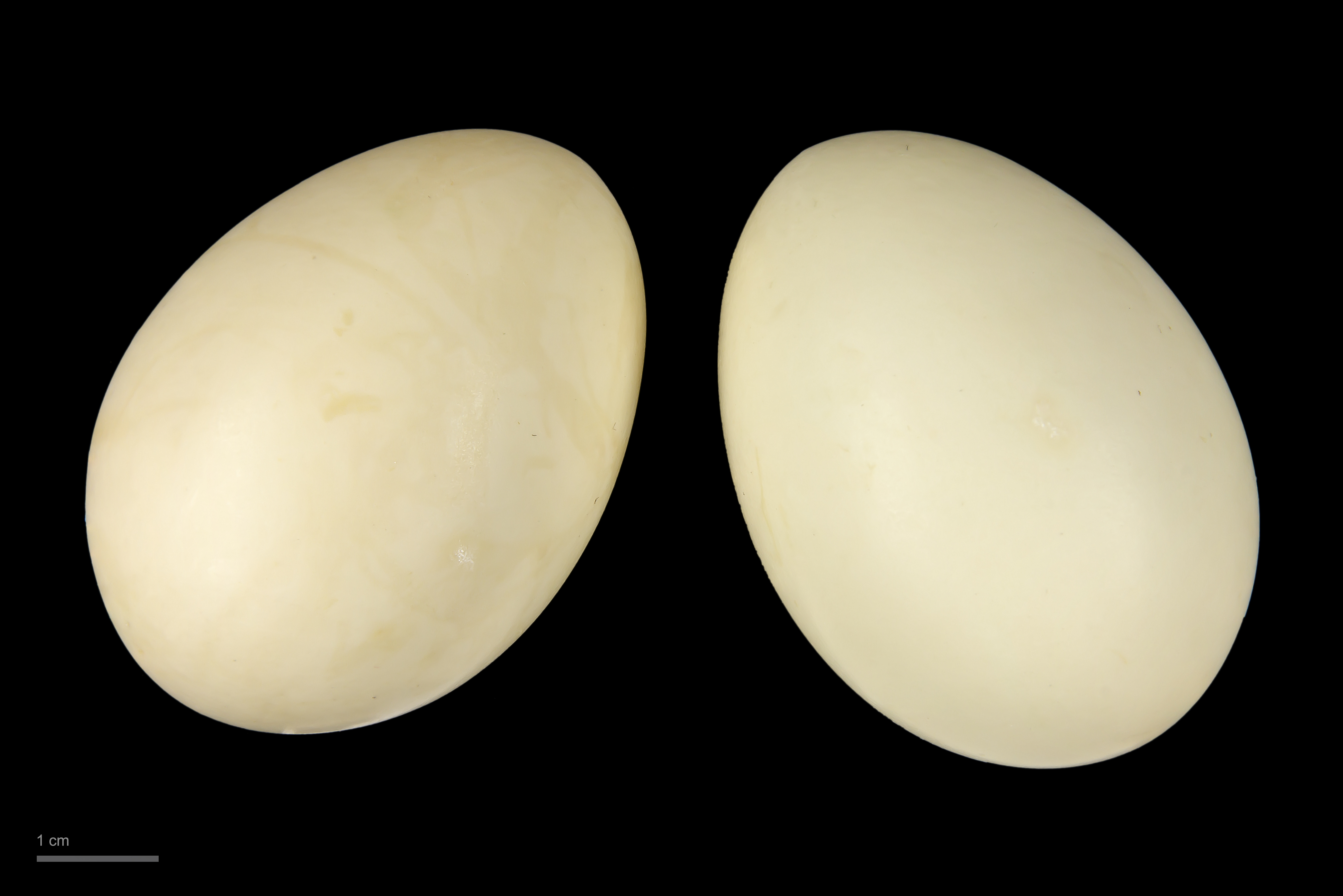
Uova di Spatula clypeata

### Voce
Questa è una specie abbastanza silenziosa. Il maschio emette un richiamo sgraziato, mentre la femmina emette un quack simile a quello del germano reale.

### Alimentazione
La particolare forma a cucchiaio del becco, provvisto inoltre di setole lungo il bordo interno superiore e inferiore, consente al mestolone di filtrare l'acqua, spesso spostando il suo becco da un lato all'altro cibandosi di plancton ma anche di piccoli molluschi e insetti; la sua dieta comprende inoltre vegetali acquatici.

### Riproduzione
Le coppie si formano durante l'inverno; nidifica in prossimità dell'acqua. Il nido è una bassa depressione sul suolo, rivestita con materiale vegetale e piumino. Vengono deposte da 8 a 12 uova che vengono covate dalla femmina dai 22 ai 24 giorni; gli anatroccoli nati impiegano circa 40-49 giorni per crescere.

## Sistematica
Ossa fossili di un'anatra molto simile sono state ritrovate nei depositi del Pleistocene inferiore di Dursunlu (Turchia). Non sappiamo ancora, comunque, come questi uccelli fossero imparentati con il mestolone settentrionale del giorno d'oggi; in senso stretto, se le differenze notate li facciano appartenere ad una specie imparentata o ad una paleosottospecie, o siano attribuibili ad una variazione individuale .

## Conservazione
Il mestolone comune è una delle specie protette dall'Agreement on the Conservation of African-Eurasian Migratory Waterbirds (AEWA).

## Galleria d'immagini

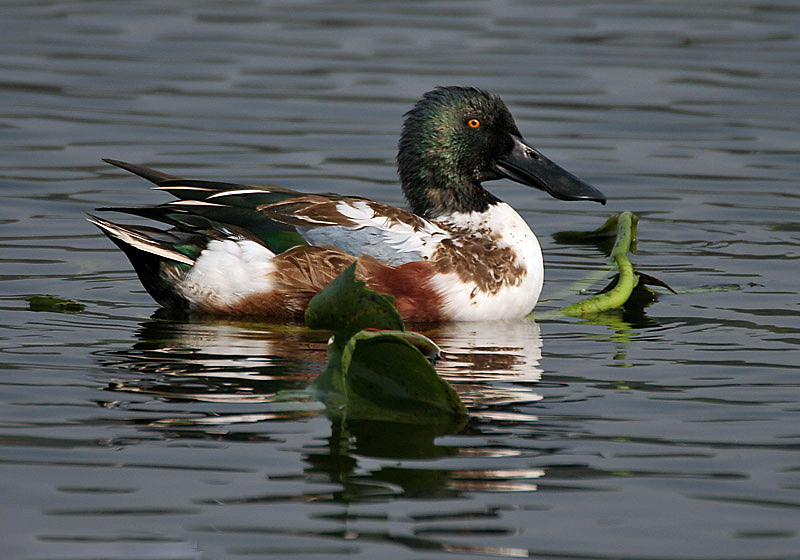
Maschio a Calcutta, Bengala Occidentale, India.
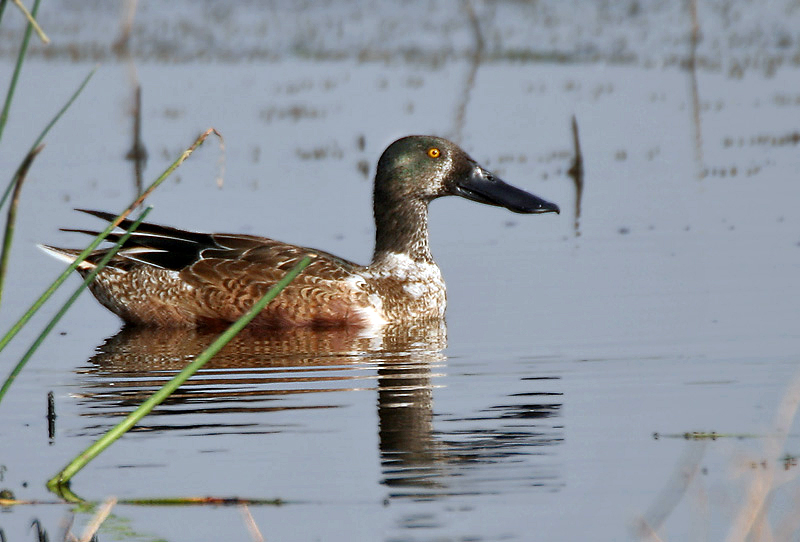
Maschio nei pressi di Hodal nel distretto di Faridabad, Haryana, India.
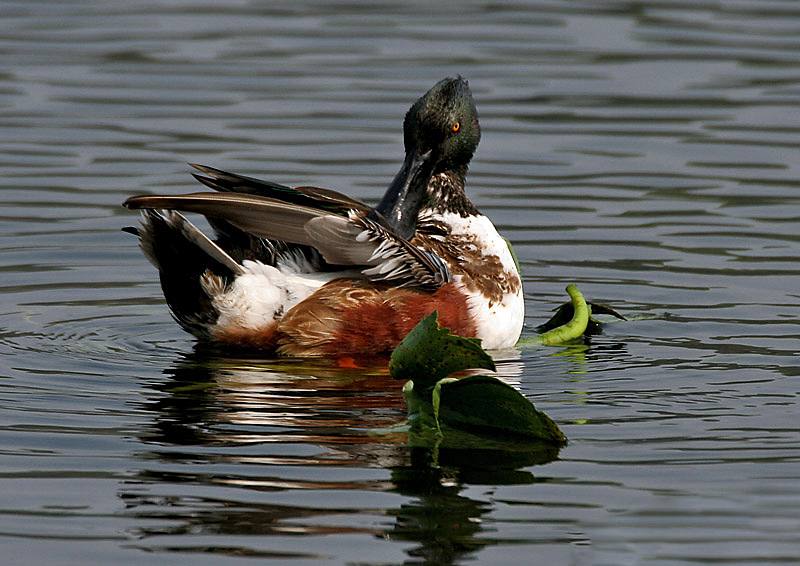
Maschio a Calcutta, Bengala Occidentale, India.
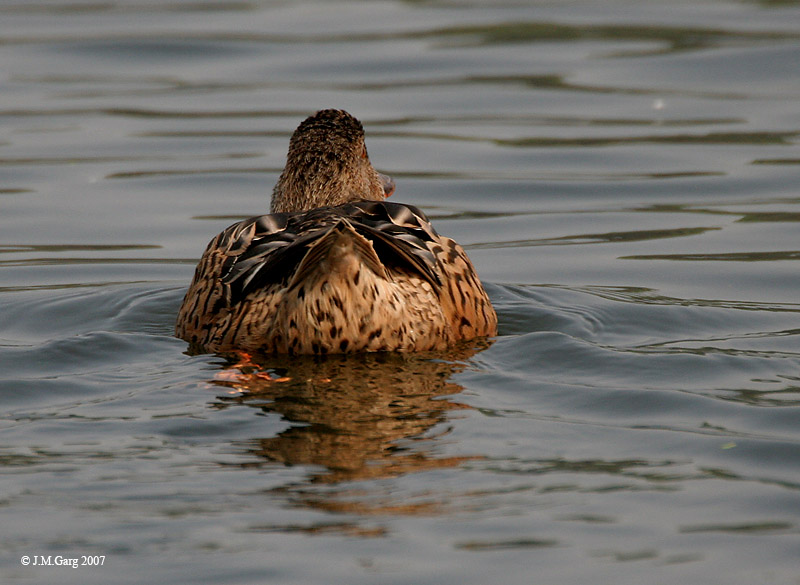
Femmina a Calcutta, Bengala Occidentale, India.
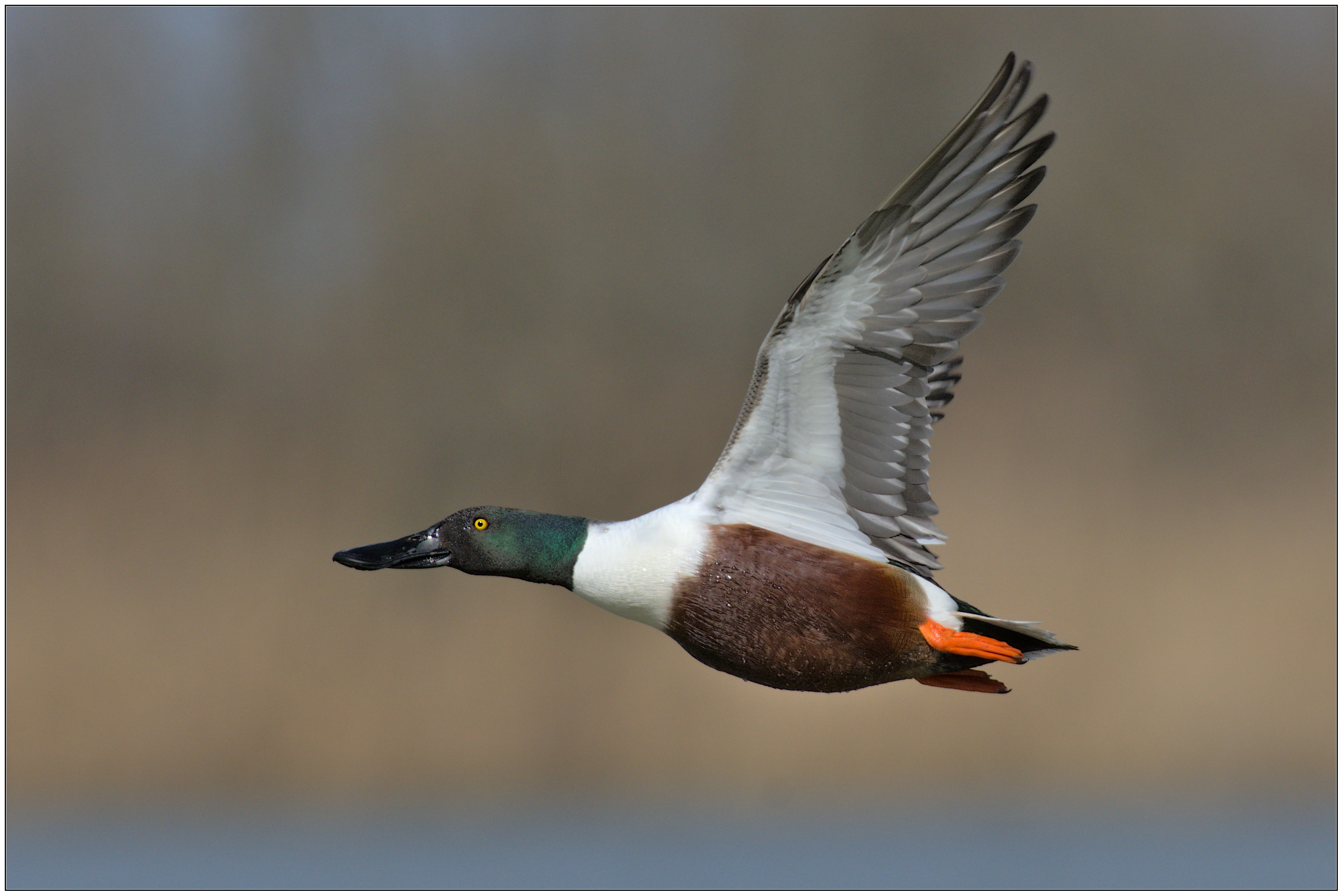
Maschio in  volo. Fotografato in Italia (Torrile)